# Prix littéraires du Gouverneur général 1941
Liste des Prix littéraires du Gouverneur général pour 1941, chacun suivi du gagnant.

## Anglais
- Prix du Gouverneur général : romans et nouvelles de langue anglaise : Alan Sullivan, Three Came to Ville Marie.
- Prix du Gouverneur général : poésie ou théâtre de langue anglaise : Anne Marriott, Calling Adventurers.
- Prix du Gouverneur général : études et essais de langue anglaise : Emily Carr, Klee Wyck.